# Charles Erskine (1er baronnet)
Charles Erskine, 1er baronnet (4 juillet 1643-4 juin 1690), d'Alva, Fife, est un homme politique écossais qui siège aux Conventions écossaises en 1665 et 1667 et au Parlement d'Écosse de 1689 à 1690.

## Biographie
Erskine est le troisième, mais le fils aîné survivant de Charles Erskine d'Alva et Cambus Kenneth, et son épouse Mary Hope, fille de Thomas Hope (1er baronnet) (en) de Craighall. Il succède à son père le 8 juillet 1663 et est créé baronnet le 30 avril 1666.
Il est élu commissaire Shire pour le Clackmannanshire aux Conventions en 1665 et en 1667. Vers 1670, il épouse Christian Dunbar, fille de James Dunbar d'Arnistoun. Il est élu comme commissaire Shire pour Stirlingshire en 1689.
Erskine est décédé le 4 juin 1690 à l'âge de 46 ans. Il a trois fils.
- James Erskine, 2e baronnet (c.1676-1693). Il est tué lors de la bataille de Landen.
- John Erskine, 3e baronnet (c.1673-1739) commissaire Shire écossais et membre du Parlement britannique
- Charles Erskine (Lord Tinwald) (vers 1763), juge et député